# Las aguas bajan negras
Las aguas bajan negras es un drama histórico sobre la novela de Armando Palacio Valdés La aldea perdida. Se trata de una película dirigida por José Luis Sáenz de Heredia y estrenada en 1948.

## Argumento
La película transcurre en una aldea asturiana a mediados del siglo XIX (la joven protagonista es fruto de un romance acaecido durante la 1ª Guerra Carlista) donde se descubre un yacimiento de carbón. Se plantea el dilema entre la Asturias tradicional campesina y la minera. Cuando un ingeniero llega a la aldea de Rubircós para comprar las tierras de los habitantes, diciendo que hay carbón en sus tierras, los aldeanos campesinos deciden no vender sus tierras, lo que crea un conflicto entre ambas partes. Nolo, un joven "vaqueiro" con una manera de pensar contraria a la del pueblo, decide ver por sí mismo cómo es el trabajo en la mina. Empieza a trabajar en la mina inmediatamente para poder ganar y casarse con su esposa. Al ver a Nolo trabajar en la mina, las personas del pueblo deciden excluirlo, considerándolo un traidor hacia el pueblo. Cuanto más tiempo pasa, el conflicto entre ambas partes crece, hasta llegar al asesinato de un minero. Los mineros, al ver que la justicia no estaba de su lado, deciden ir hacia el pueblo a buscar al asesino causando inquietud entre las personas del pueblo.  

## Contexto ambiental
Según la información expuesta en el artículo "Las aguas bajan negras", de Luis Fanjul, Asturias fue una región que impulsó el progreso industrial de España al ser descubierta su riqueza carbonífera en las primeras décadas del siglo XIX. La abundancia de carbón y recursos les permitió ampliar las operaciones de las mineras por toda la región. Sin embargo, en poco tiempo se percataron de los problemas ecológicos que ocasionaban las explotaciones mineras. Según Fanjul, los residentes de Asturias empezaron a referirse a las aguas de los ríos que pasaban por las cuencas carboníferas como “aguas negras”. La frase común de esos tiempos era “Las aguas bajan negras”. Esto era referencia a las aguas de los ríos que se utilizaban en las minas de carbón para limpiarlo. El agua no era filtrada ni usada en circuito cerrado, limitándose a dejarla correr con todos los contaminantes del carbón. Las aguas contaminadas no sólo afectaban a los residentes de las áreas por dañarles el agua potable, sino que también afectaban a la flora y la fauna de los ríos.  La contaminación sucedió en su mayor parte porque varios lavaderos de carbón no corrían en circuito cerrado.
La película fue rodada en Lada, parroquia del concejo de Langreo.

## Temas
En la película se representa el conflicto entre la Asturias tradicional campesina y la Asturias minera, y la tensión frente a los transformaciones ecológicas y sociales provocadas por el desarrollo de la minería en regiones agrícolas. De un lado tenemos a la Asturias tradicional que no cree en los ideales modernos de avanzar hacia el progreso del país y, por el otro lado, tenemos a los mineros. En la película, los mineros representan el progreso y la idea de mejorar la posición de España en el mundo a través de la industrialización. Los campesinos representan los estilos de vida y de pensar tradicionales de la mayoría de los españoles en aquel entonces. 
En una escena de la película, cuando recién llegan los mineros al pueblo, el ingeniero que los dirige decide hablar con los habitantes del pueblo para decirles que en sus tierras hay carbón que debe ser explorado. Intenta convencerlos diciendo que el pueblo tiene que progresar no solo para ayudarse a ellos mismos, sino para ayudar a España. En esta escena se puede notar muy claramente que el objetivo del ingeniero y los mineros no es ayudar a los campesinos a "progresar" localmente y mejorar así la economía local, sino extraer los recursos para ayudar a España a seguir progresando. Con esto llegamos al otro conflicto que es la tensión que generan los cambios sociales y ecológicos derivados de la explotación de recursos naturales como el carbón y el agua. Las tierras ricas en carbón fueron compradas de sus dueños originales y se convirtieron en minas, causando deforestación, arruinando la flora y la fauna de la región y contaminando el agua que se usaba en los lavaderos del carbón. La película muestra esta tensión, que se resuelve al final de la historia mediante la aceptación de la minería por parte de los campesinos. Esto se representa a través de un pacto de amistad y convivencia entre los campesinos y los mineros que refleja la ideología y los intereses del franquismo en su etapa autárquica durante la década que siguió a la Guerra Civil.

## Premios
Cuarta edición de las Medallas del Círculo de Escritores Cinematográficos
| Categoría              | Nominado           | Resultado |
| ---------------------- | ------------------ | --------- |
| Mejor actor secundario | Luis Pérez de León | Ganador   |